# 21617 Johnhagen
21617 Johnhagen este un asteroid din centura principală de asteroizi.

## Descriere
21617 Johnhagen este un asteroid din centura principală de asteroizi. A fost descoperit pe 13 mai 1999 la Socorro, New Mexico, în cadrul proiectului LINEAR. Asteroidul prezintă o orbită caracterizată de o semiaxă mare de 2,34 ua, o excentricitate de 0,15 și o înclinație de 2,4° în raport cu ecliptica.